# Salina

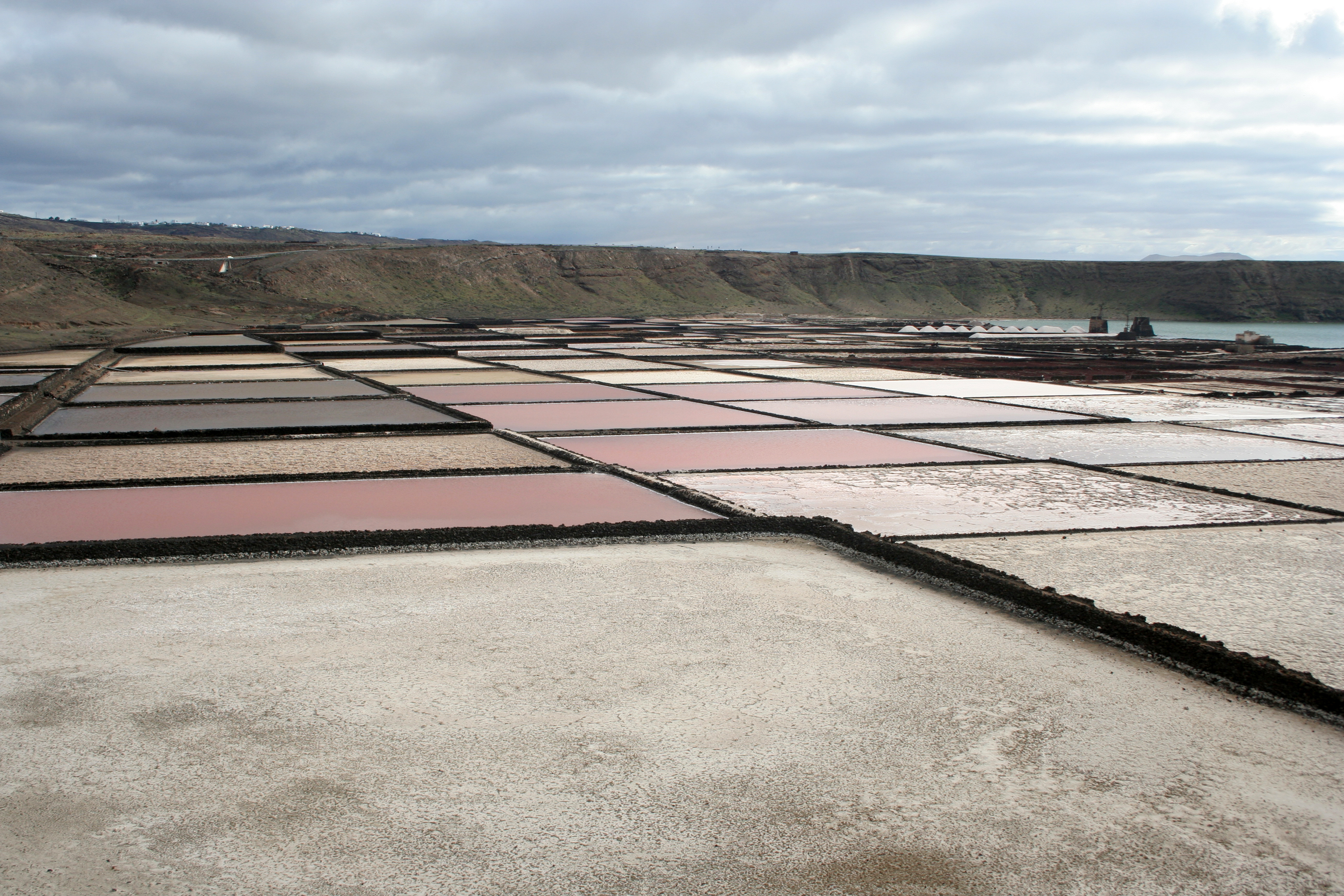
Salinas em Lançarote

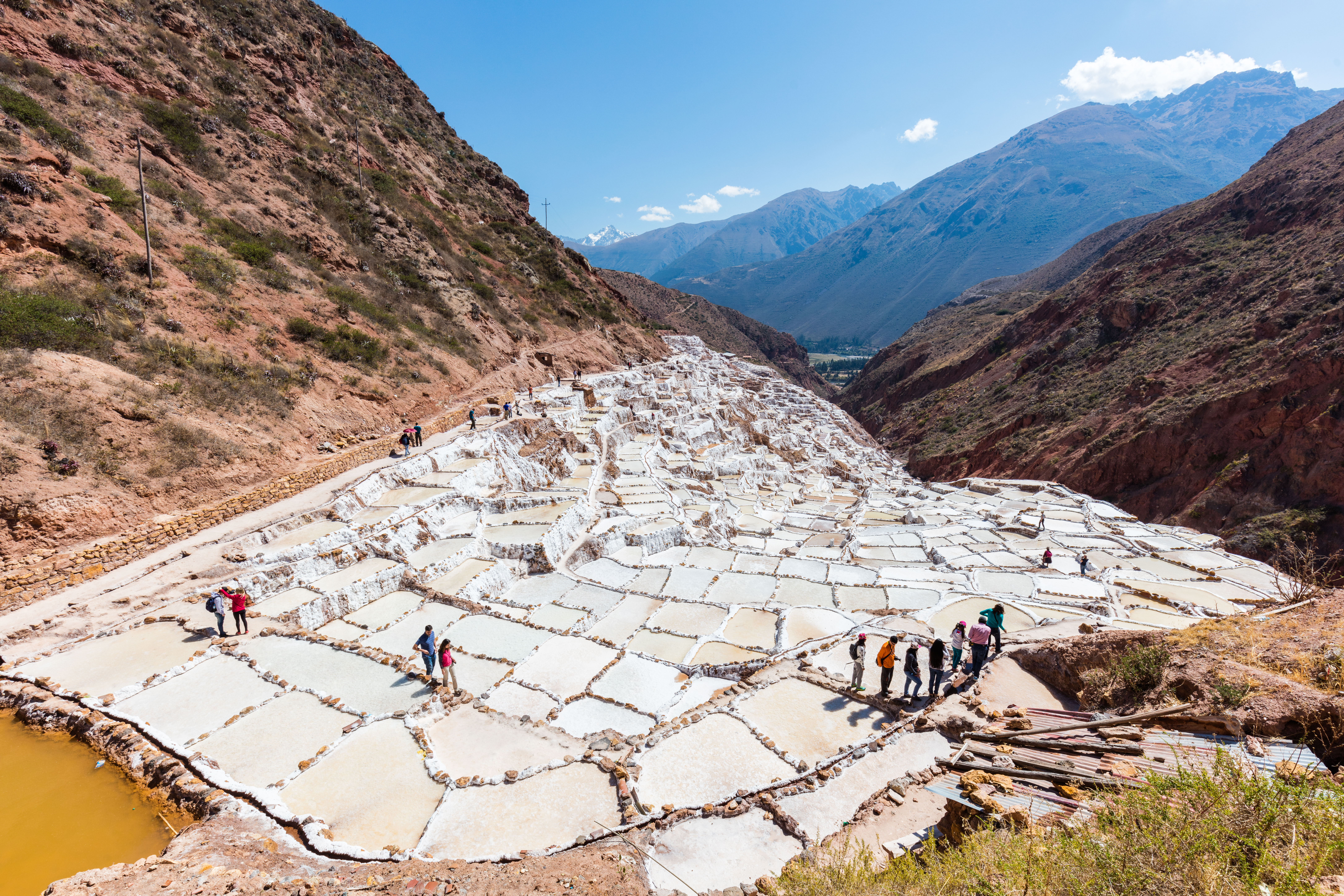
Salineras de Maras, Maras, Peru

Uma salina é uma área de produção de sal marinho pela evaporação da água do mar ou de lagos de água salgada. O sal marinho formado na salina é uma rocha sedimentar química, que tem origem na precipitação, quando esta sofre evaporação. As salinas, embora sejam um habitat artificial elaborado pelo Homem há milhares de anos, constituem verdadeiros santuários de biodiversidade, permitindo um equilíbrio notável entre o aproveitamento económico de um recurso e a conservação de valores naturais.

## Processo de produção
Até chegar ao sal grosso, a produção passa por 4 etapas:
1. A água fica num grande reservatório de onde é bombeada dos moinhos para os decantadores. Ali passa pela primeira fase de evaporação para sair do grau de salinidade de 5 para 15.
2. É desviada para os evaporadores que são tanques menos profundos.
3. Quando a água atinge os graus de 17 a 19 de salinidade, surge o primeiro subproduto, o sulfato de cálcio, que é vendido para a indústria de cimento para a transformação em gesso.
4. A água restante vai então para os cristalizadores, que são os tanques bem rasos e rectangulares, símbolo das salinas. Ali os cristais de sal grosso começam a se formar, quando a água alcança o grau 25 de salinidade.

## Produção de sal no Brasil

Salinas em Araruama

No Brasil, as principais salinas localizam-se no litoral norte do Rio Grande do Norte, Pará, Nordeste, notoriamente nas cidades de Galinhos, Macau e Areia Branca, onde existe o Porto-Ilha de Areia Branca, principal terminal para suprir a demanda de sal marinho no mercado interno brasileiro.
As salinas da lagoa de Araruama, localizadas a leste do estado do Rio de Janeiro, foram no início dos anos 40 e 50 as maiores produtoras de sal do país, perdendo apenas para as salinas do Rio Grande do Norte. A sua existência data do século XVI sendo exploradas, no início naturalmente. O sal se produzia naturalmente nas cavidades e reentrâncias da lagoa de Araruama. Em 1797, já havia 9 salinas na região. Com a chegada dos europeus, a extração de sal passa a ter maior importância através das técnicas trazidas pelos portugueses de Figueira da Foz e Aveiro, e pelos franceses, que se instalaram na Região dos Lagos, entre Cabo Frio e Saquarema. A primeira salina construída na região é a salina Perynas, em Cabo Frio, em 1823. Mais tarde, a produção de sal prosperou: já havia cerca de 120 salinas em 1930 entre Cabo Frio, São Pedro da Aldeia e Araruama. As áreas ocupadas eram de aproximadamente 19 milhões de metros quadrados com uma produção de 80 mil toneladas de sal. 

## Produção do sal em Portugal
Em Portugal, a produção do sal remonta a tempos imemoriais. A costa portuguesa compreendida entre a Ria de Aveiro e a Foz do Guadiana apresenta boas condições para a produção do sal marinho por evaporação solar, especialmente no sul do país onde as condições edafo-climáticas são bastante favoráveis. São várias as regiões portuguesas que produzem sal, de norte a sul do país, no litoral e também em zonas interiores, como é o caso das Salinas de Rio Maior. Os principais conjuntos portugueses de salinas são: Aveiro, Figueira da Foz, Tejo, Sado e Algarve.
  

As Salinas de Rio Maior são diferentes das demais, por se encontrarem a 30 km do litoral. São salinas interiores, rodeadas de vinhedos, no sopé da Serra dos Candeeiros. Nesta serra existe uma jazida de sal gema formada há milhares de anos, quando o mar ainda chegava a esta região.